# Hornostaipil, Ivankiv
Hornostaipil (în ucraineană Горностайпіль) este localitatea de reședință a comunei Hornostaipil din raionul Ivankiv, regiunea Kiev, Ucraina.

## Demografie
Componența lingvistică a localității Hornostaipil
     Ucraineană (96,03%)
     Rusă (3,39%)
     Alte limbi (0,1%)
Conform recensământului din 2001, majoritatea populației localității Hornostaipil era vorbitoare de ucraineană (96,03%), existând în minoritate și vorbitori de rusă (3,39%).